# Kanon des Polyklet

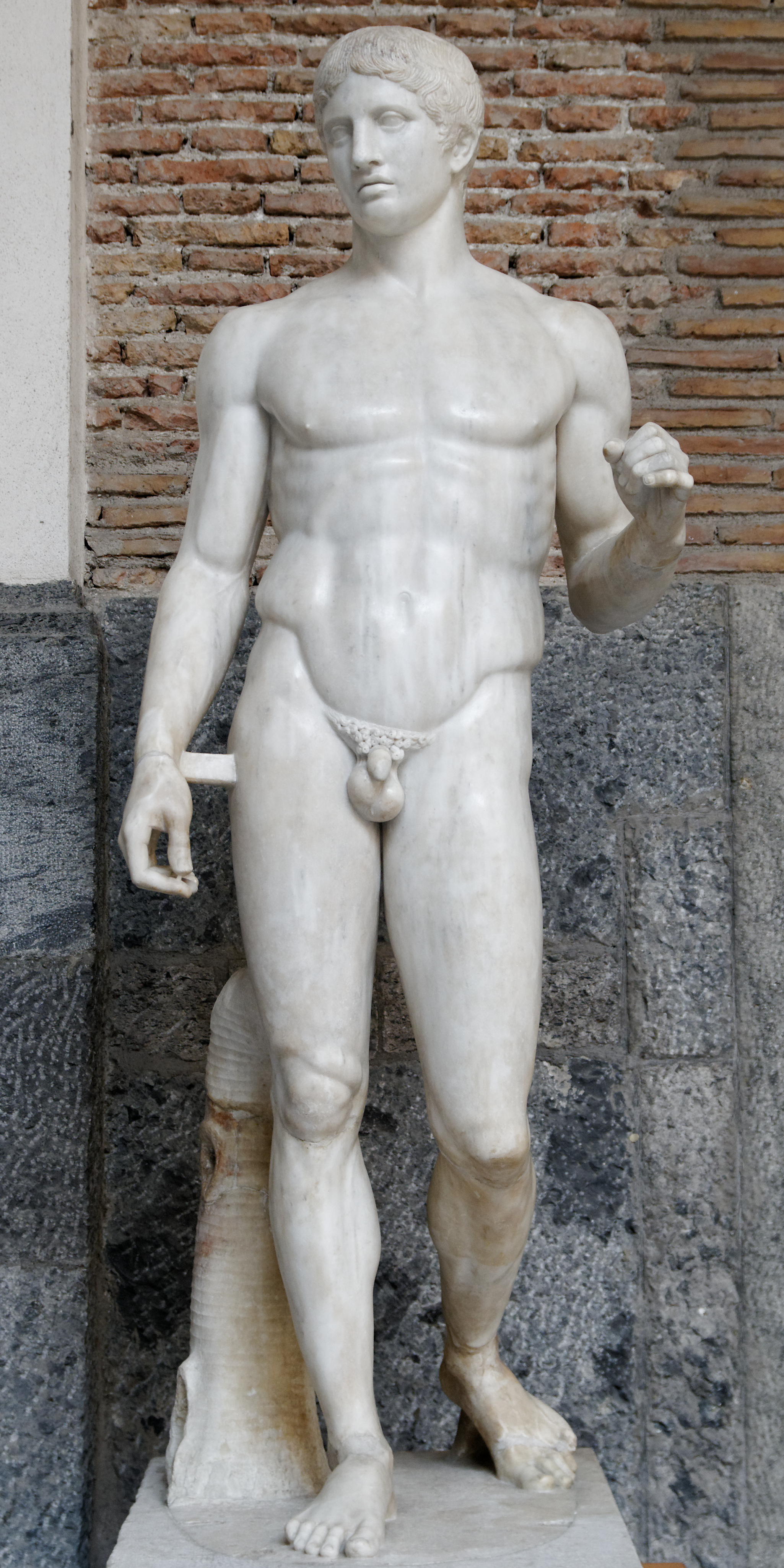
Doryphoros des Polyklet; römische Kopie, Nationalmuseum, Neapel

Der Kanon des Polyklet war eine kunsttheoretische Abhandlung, die einer der herausragenden griechischen Bildhauer des 5. Jahrhunderts v. Chr., Polyklet, verfasste. Eine schriftliche Abhandlung Polyklets namens Kanon wird einzig bei Galen im 2. Jahrhundert n. Chr. erwähnt. Ältere Hinweise finden sich allerdings bereits im 3. Jahrhundert v. Chr. bei Philon von Byzanz und bei Plutarch um 100 n. Chr.
Der Kanon des Polyklet enthielt demnach allgemeine Aussagen zum Produktionsprozess, zu seiner Praxis und den theoretischen Grundlagen, in seinen speziell den künstlerischen Problemen gewidmeten Partien äußerte er sich aber zu Fragen der Symmetria und ihren Berechnungsgrundlagen. Als Werk eines Künstlerindividuums war der Kanon etwas Neues und führte mit Polyklet erstmals einen Kunsttheoretiker in den Kreis der Prosa schreibenden intellektuellen Philosophen, Sophisten und Ärzte ein.
Trotz methodischer Probleme wird durch Vermessung polykletischer Statuen der bereits ohne Vermessung erkannte chiastische Aufbau seiner Statuen in Zahlen greifbar. Detailliertere Kenntnisse für das schriftliche und statuarische Werk namens Kanon konnten bislang jedoch nicht erschlossen werden.

## Schriftliche Überlieferung